# Скално катерене
Скалното катерене е вид екстремен спорт, представляващ катерене по скални образувания. Има различни дисциплини с различна степен на опасност и различни изисквания.
Различните дисциплини са:
- Боулдъринг: Представлява невисоко катерене без въже обичайно на големи камъни или ниско по скалите. Навремето е бил открит от катерачите и е бил използван главно за забавление и тренировка за катерене, но по-късно се превръща в популярен самостоятелен спорт, надминал вече дори спортното катерене. За негов така да се каже откривател се смята Джон Гил, който пръв въвежда и употребата на магнезий при катеренето. За падане се използва т. нар. crash pad (нещо като малък матрак) и spotter (човек, който следи катерача и предпазва предимно от класическия случай на падане, в който катерачът се изпуска с ръце, но краката му остават на стената, което води до падане по глава).
- Билдъринг: Катеренето по различни сгради, най-вече по техните фасади. На моменти напомня и на Parkour.
- Състезателно катерене: Формалният начин за състезание е на изкуствени стени, но напоследък набират скорост и състезанията на скали, като Melloblocco в Италия. Официалната организация за спортно катерене е International Federation of Sport Climbing (IFSC) и в нея състезателите мерят сили в три дисциплини: Водене, Боулдъринг и скорост.
- Ледено катерене: Катерене по лед и в заледени условия.
- Big Wall: Катерене на големи стени (обичайно над 200 м, което ще значи повече от 3 въжета). Нужна е стабилна екипировка дори за преспиване по средата на стената.

## Стени за катерене в България
- Варна – стена за катерене
- Стена за катерене към НСА
- Зала „Бонсист“
- Boulderland в Paradise Center Архив на оригинала от 2013-08-11 в Wayback Machine.
- Walltopia Climbing & Fitness в Collider Activity Center

## Катерачески Филми
Поредици:
- Al Filo De Lo Imposible (поредица)
- Committed (поредица)
- Dosage (поредица)
- Masters of Stone (поредица)

Сингли:
- Big Wall
  - Am Limit
  - Verdon Forever
- Boulder
  - Big Game
  - Frequent Flyers
  - Front Range Freaks
  - Pilgrimage
  - Rampage
  - Wheel of Life
- DWS
  - Depthcharge Deep Water Soloing
- Смесени (предимно боулдър + спортно)
  - First Ascent
  - Psyche
  - King Lines
  - The Sharp End
  - Wolfgang Gullich - Jung stirbt, wen die Götter lieben
- Спортно
  - Escaladoras
  - Pais de Roca
  - The Professionals
- Традиционно
  - E11
  - Hard Grit
  - On Sight

## Филми с катерачески елементи
- Cliffhanger
- Mission: Impossible II
- The Eiger Sanction
- Touching the Void

## Известни катерачи
- Адам Ондра (спортно, боулдър, big wall)
- Волфганг Гюлих (1960-1992) (спортно, соло, big wall, соло, традиционно, боулдър)
- Дан Осман (1963-1998) (спортно, соло, big wall, соло, традиционно, rope jumping)
- Крис Шарма (спортно, боулдър, DWS)
- Пачи Усобиага (спортно)
- Фред Никол (боулдър, спортно)
- Фред Рулинг (боулдър, спортно)